# 直立穗軟珊瑚
直立穗軟珊瑚（学名：Nephthea erecta）为穗珊瑚科穗軟珊瑚屬下的一个种。